# Pátroklos Karantinós
Pátroklos Karantinós (grec moderne Πάτροκλος Καραντινός ; né en 1903 à Constantinople et mort en 1976 à Athènes, est un architecte grec.
Après avoir commencé ses études d'architecture à Athènes, Karantinos se rend en France où il étudie avec Auguste Perret. Il rejoint ensuite le Congrès international d'architecture moderne dont il organise le IVe Congrès à Athènes en 1933, qui aboutira à la rédaction de la Charte d'Athènes par Le Corbusier.
Il est professeur d'architecture à l'Université Aristote de Thessalonique de 1959 à 1968, université dont il dessine les nouveaux bâtiments. Il est destitué de son poste par la dictature des colonels.
Il est l'architecte d'un grand nombre de musées : 
- 1937-1940 : Musée archéologique d'Héraklion
- 1960 : Musée archéologique d'Argostoli (Céphalonie)
- 1961 : Musée archéologique de Delphes
- 1962 : Musée archéologique de Thessalonique
- 1964 : Musée national archéologique d'Athènes (rénovation)[1]
- 1966-1975 : Musée archéologique d'Olympie[2]
- Musée de l'Acropole (rénovation)

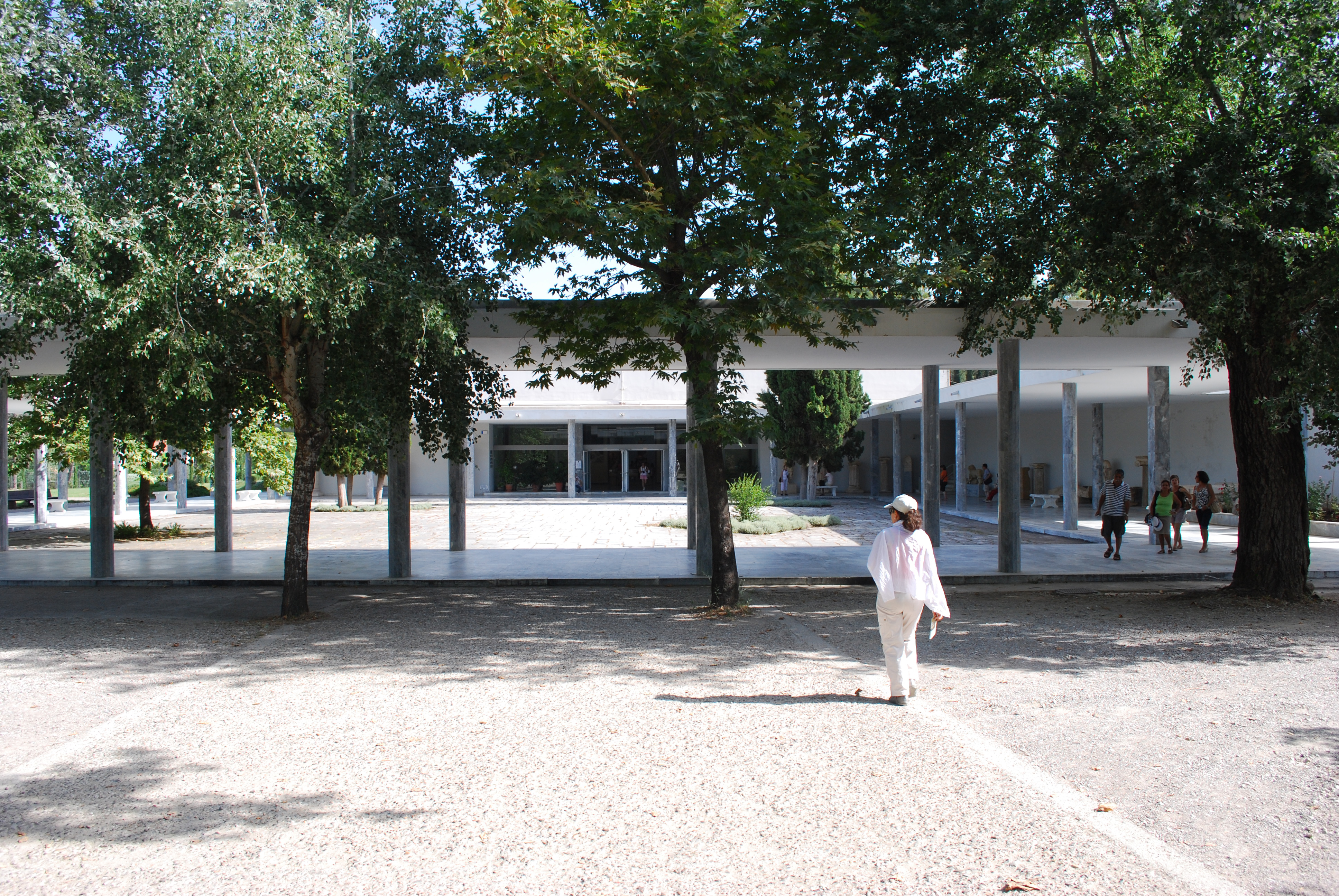
Péristyle du Musée archéologique d'Olympie

Parmi les projets auxquels il collabore ou dont il est l'auteur :
- 1932 : 
  - École primaire communale n° 70, à Athènes (Odos Kallisperi)
  - École primaire communale n° 1, à Corinthe (Odos Koliatsou)
  - Gymnase expérimental n° 1 de Maroussi, dans le dème de Maroussi (Leoforos Kifissias)
- 1937 : École primaire communale n° 3, à Syros (Odos Sokratous)
- 1954 : Monument de Zálongo, avec le sculpteur Georges Zongolopoulos
- 1965 : Théâtre de la Forêt, un théâtre en plein air de Thessalonique.

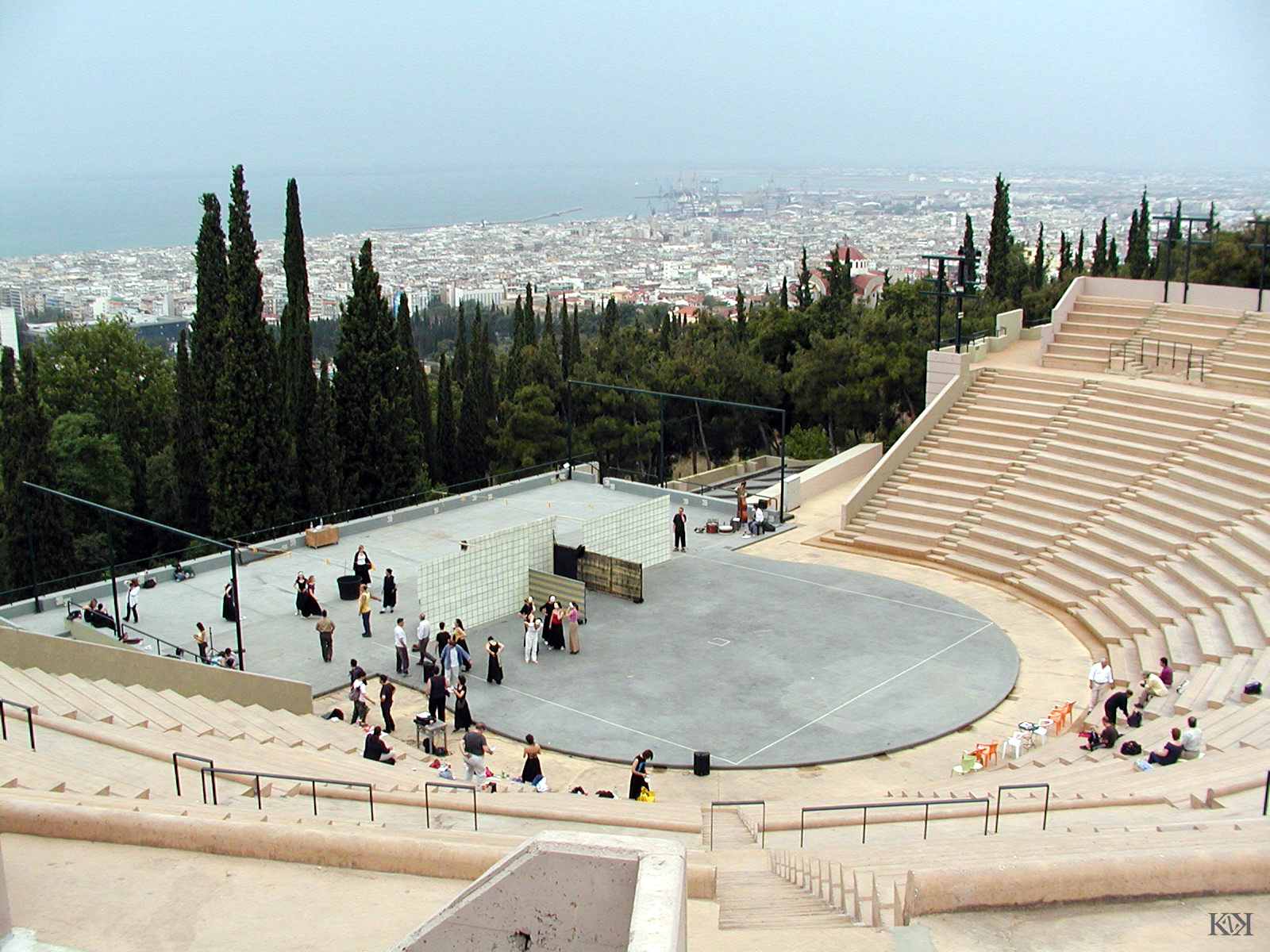
Théâtre de la Forêt, à Thessalonique

## Source
- (en) Cet article est partiellement ou en totalité issu de l’article de Wikipédia en anglais intitulé « Patroklos Karantinos » (voir la liste des auteurs).